# Evgeny Afineevsky

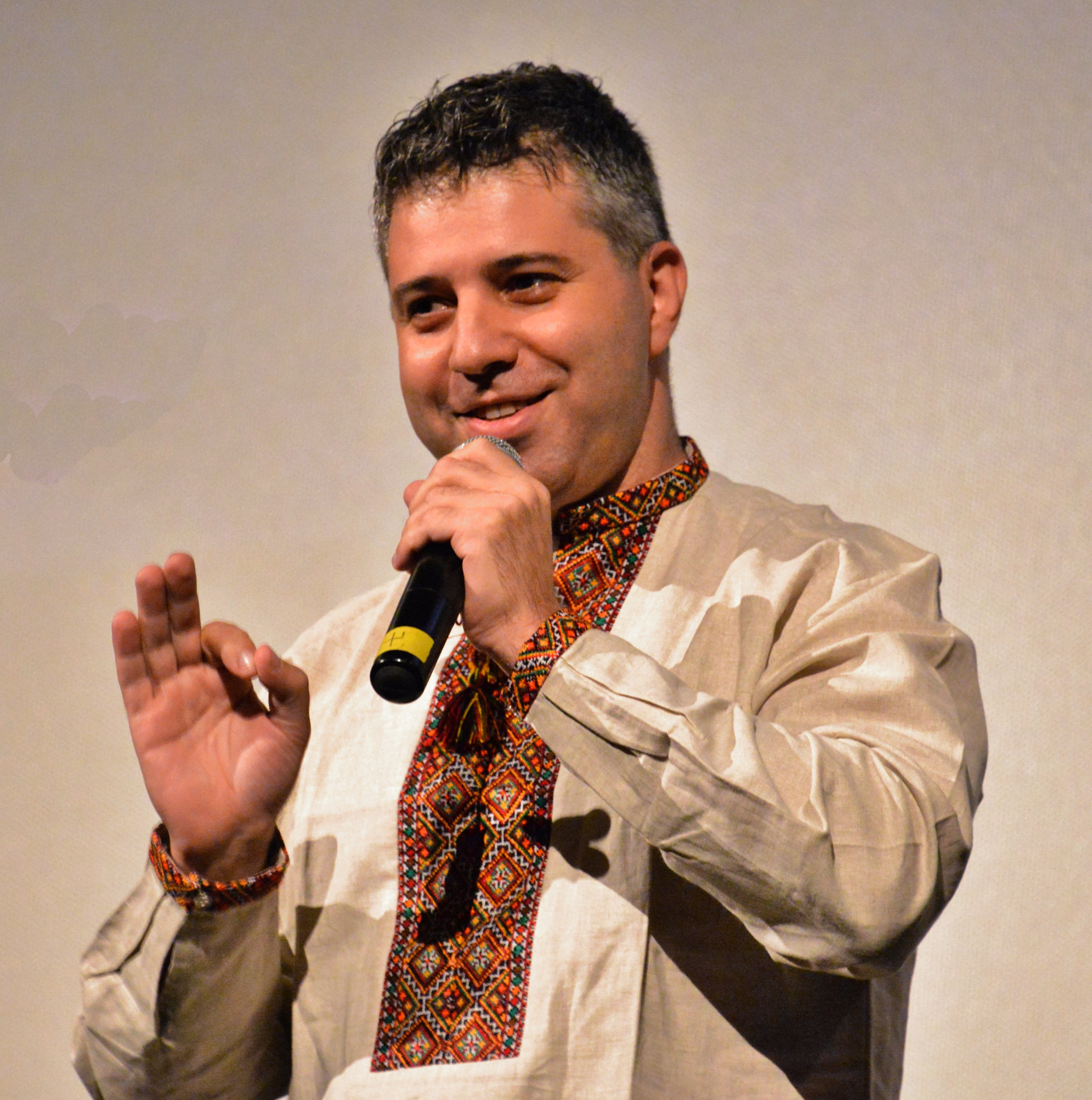
Evgeny Afineevsky em 2015.

Evgeny Afineevsky (Cazã, Rússia, 21 de outubro de 1972) é um cineasta americano. Como reconhecimento, foi nomeado ao Oscar 2016 na categoria de Melhor Documentário em Longa-metragem por Winter on Fire: Ukraine's Fight for Freedom.